# Єреван (озеро)
Озеро Єреван (вірм. Երևանյան լիճ), також відоме як Єреванське водосховище — штучна водойма, розташована в Єревані, столиці Вірменії. Воно було утворене між 1963 та 1966 роками, відкрите у 1967 році.

## Інциденти
16 вересня 1976 року Шаварш Карапетян тренувався зі своїм братом Камо, також плавцем в ластах, бігаючи вздовж водойми. Карапетян щойно подолав свою звичайну дистанцію у 20 км, коли почув звук аварії та побачив єреванський тролейбус, який втратив керування і впав зі стіни дамби. Тролейбус лежав на дні за 25 метрів від берега на глибині 10 метрів. Карапетян підплив до нього і в умовах майже нульової видимості через мул, що підіймався з дна, розбив ногами заднє скло. Тролейбус був переповнений, в ньому їхало 92 пасажири, і Карапетян знав, що у нього мало часу, витрачаючи приблизно 30-35 секунд на кожну врятовану людину. Він врятував 20 життів.

## Галерея

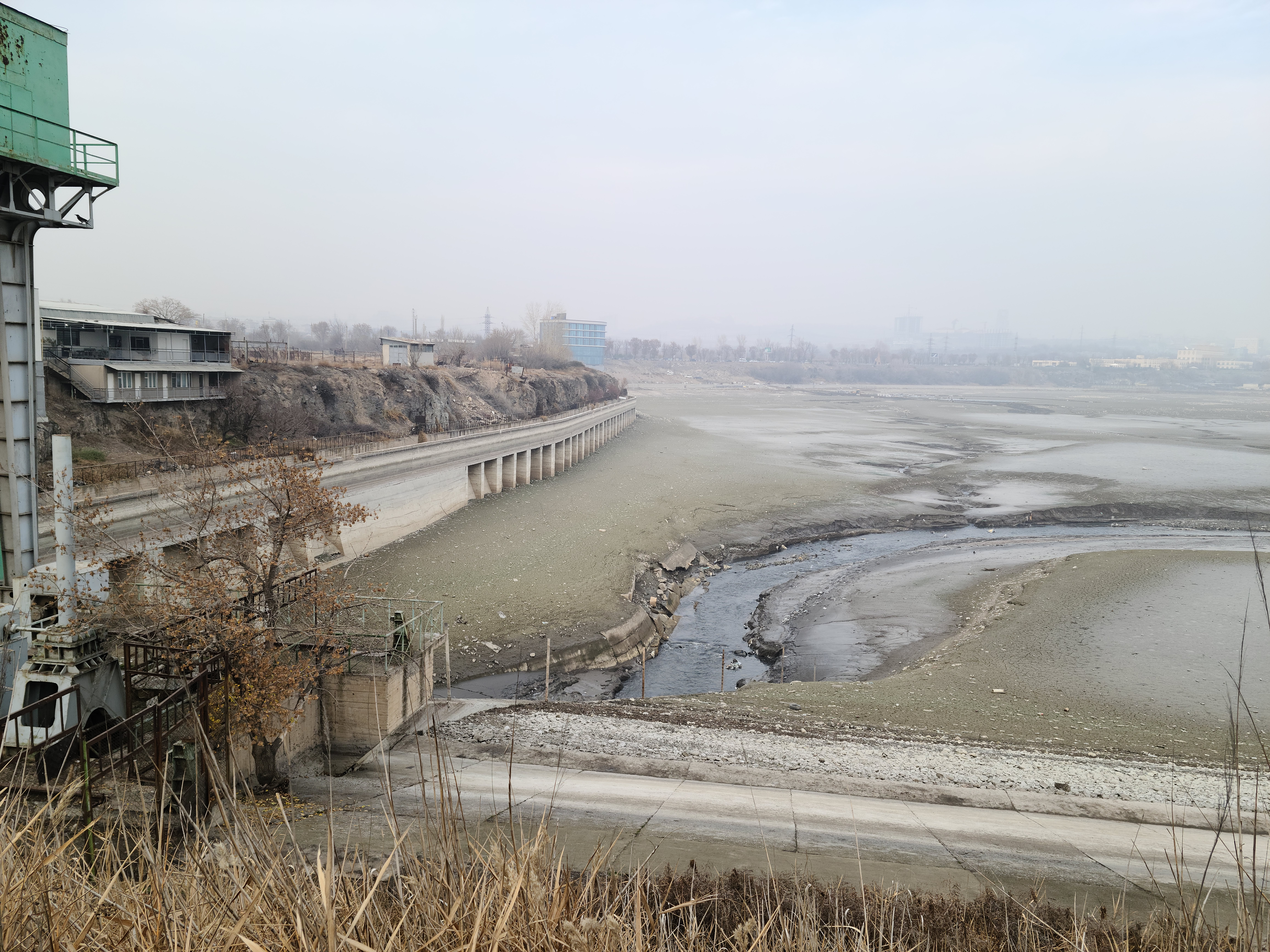
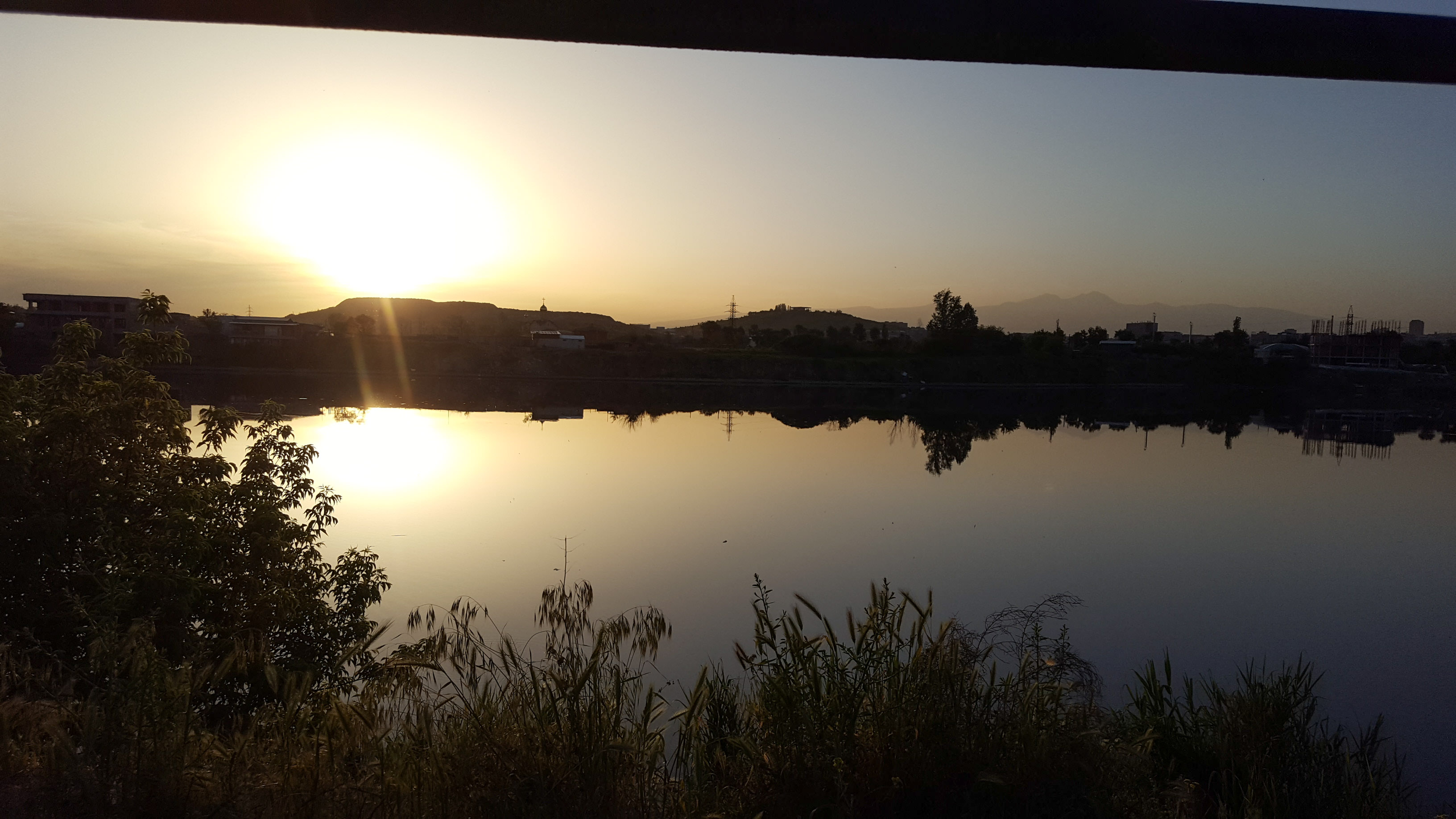
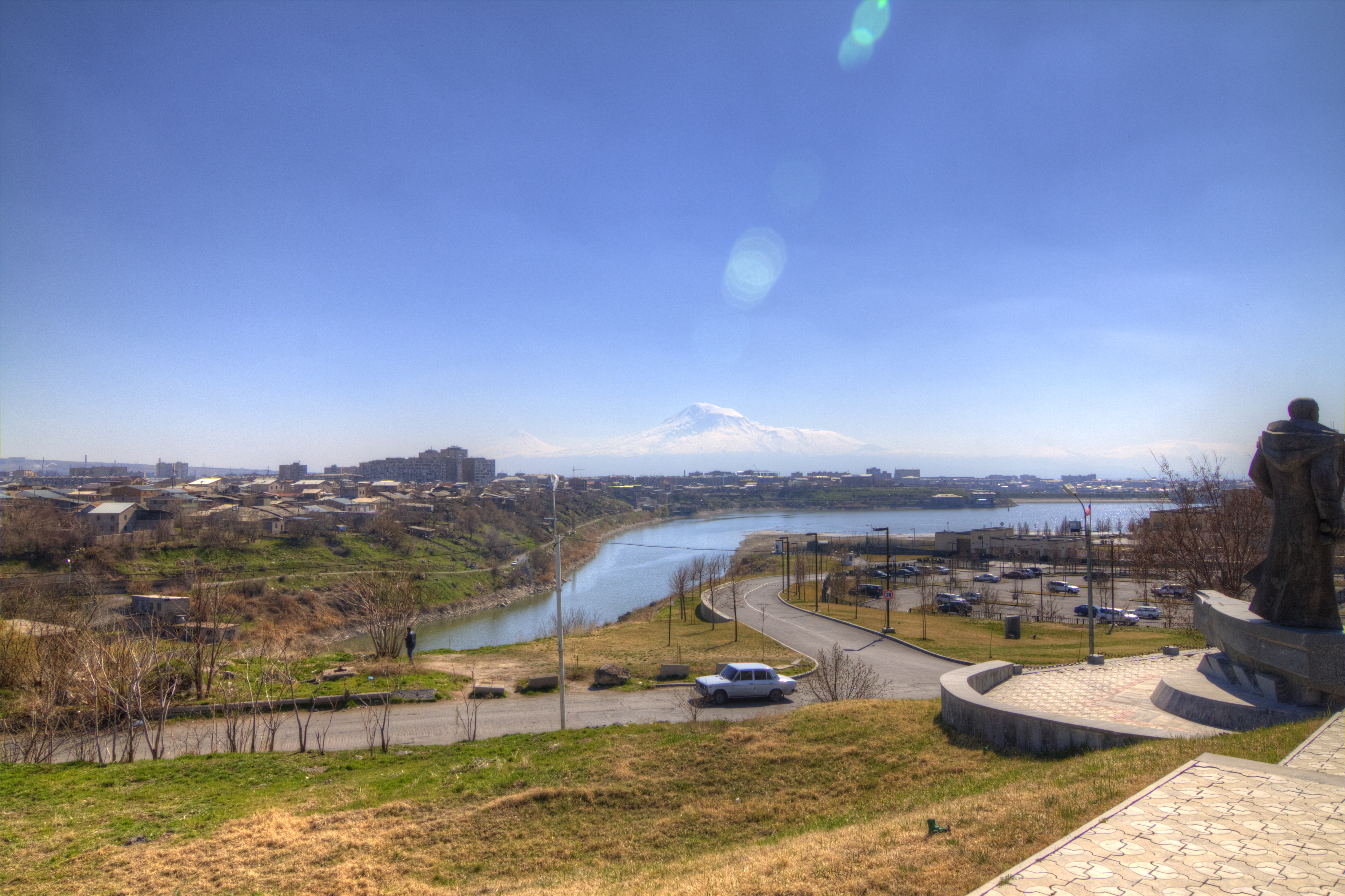
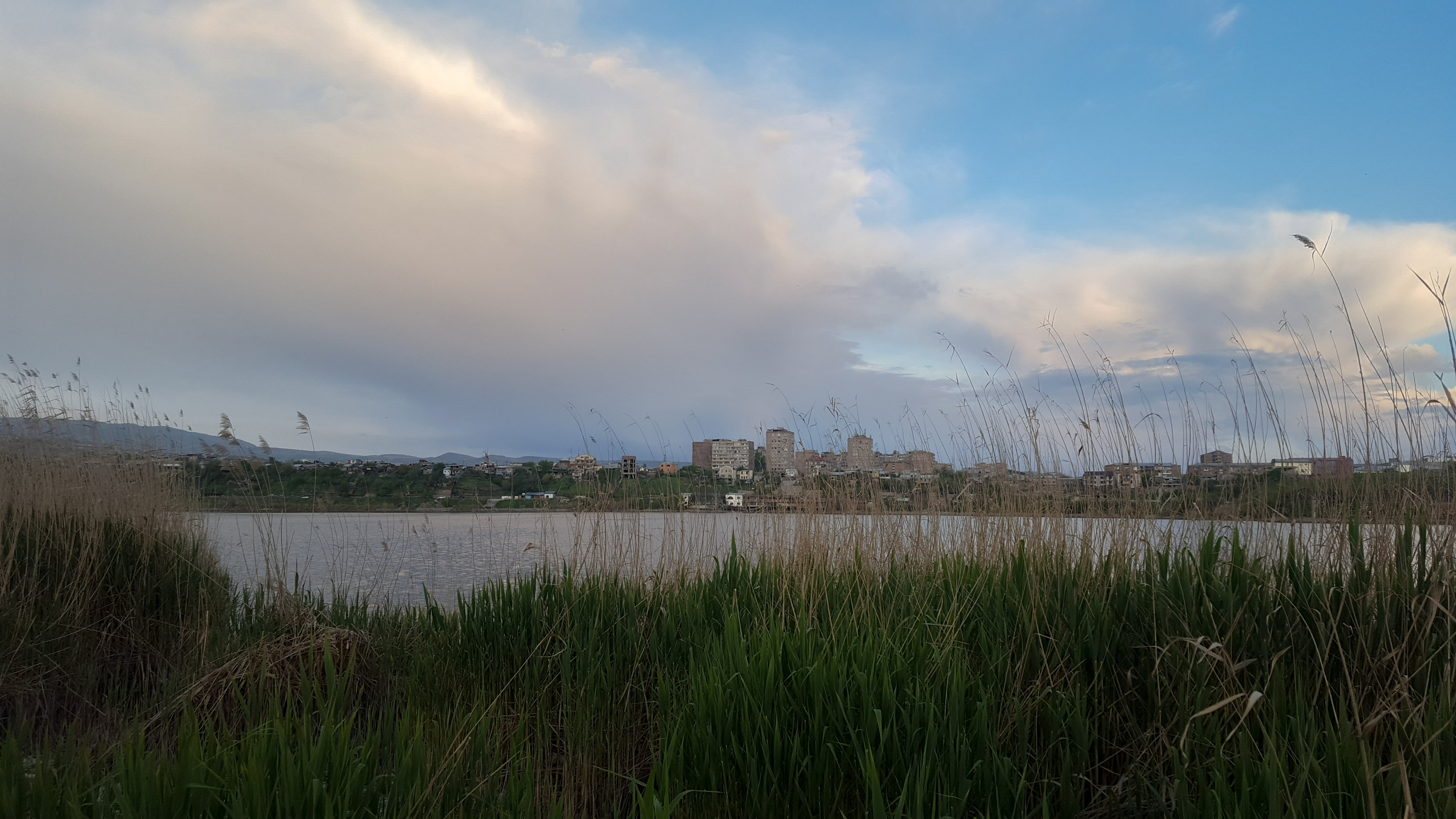
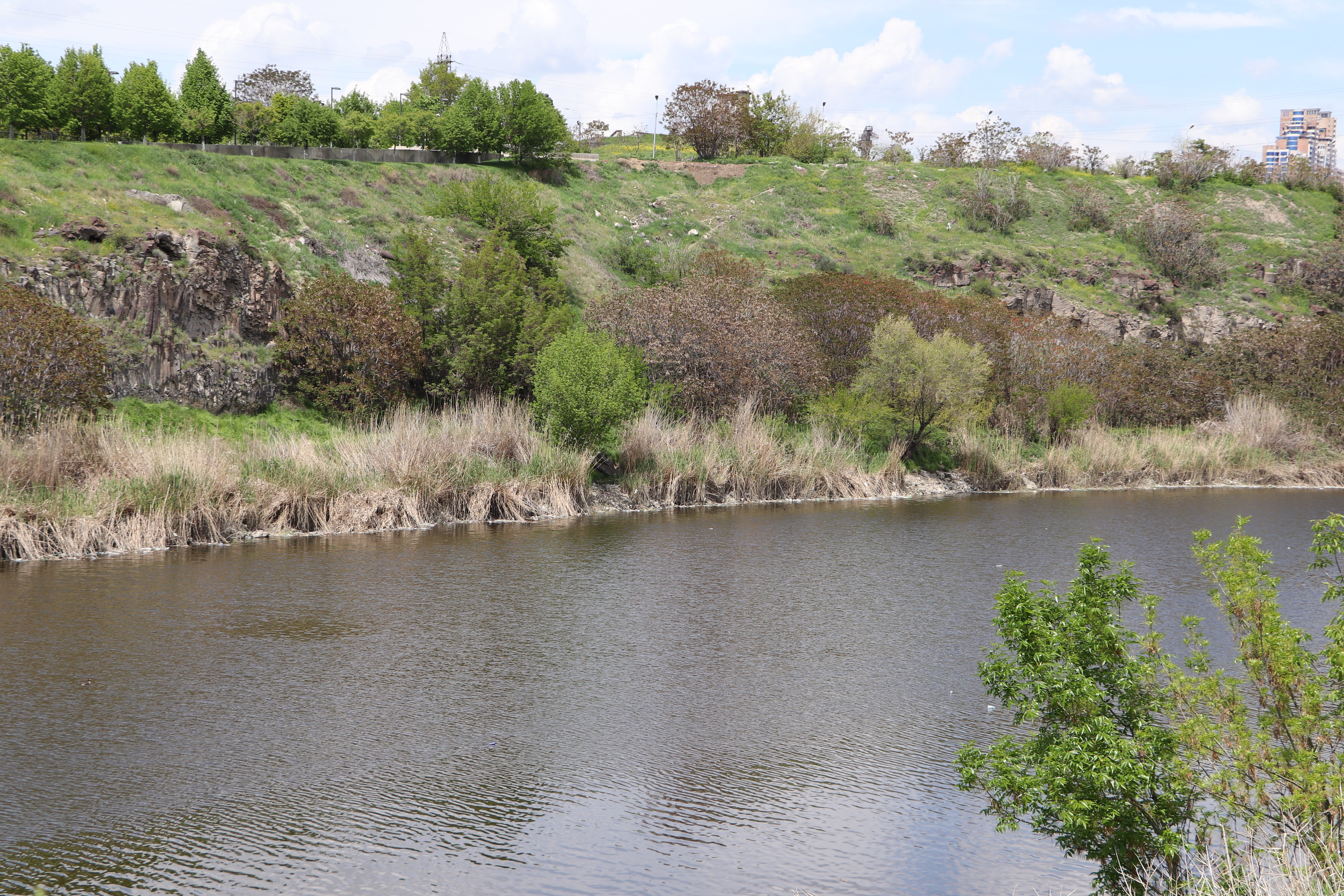
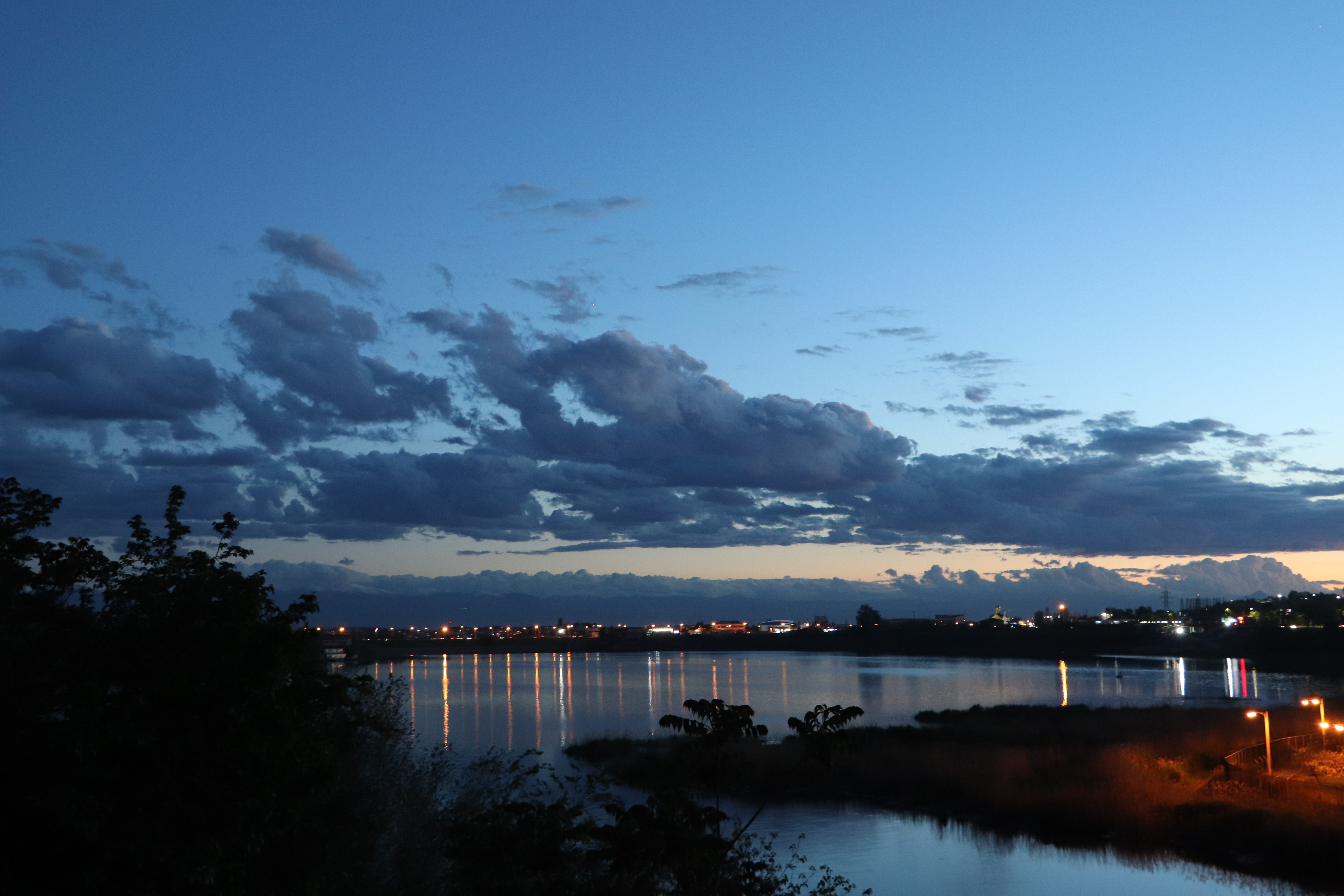